# Polichromia (powieść)
Polichromia* Zbrodnia o wielu barwach – powieść kryminalna (debiutancka) autorstwa Joanny Jodełki z 2009. W 2010 otrzymała Nagrodę Wielkiego Kalibru.
Zagadkę, wiążącą się z polichromią zlokalizowaną w jednym z zabytkowych wielkopolskich kościołów, rozwiązuje Magda Walichowska, tłumaczka, znawczyni symboli w historii sztuki. Wspomaga ona w śledztwie poznańskiego policjanta - Macieja Bartola. Pomiędzy tymi osobami zachodzi duża różnica osobowościowa: Bartol jest raczej spokojny i słaby, natomiast Walichowska to silna osobowość. Tematyka powieści (osadzona w świecie historii sztuki) wiąże się z wykształceniem autorki i tematem jej pracy magisterskiej - Stary kapitularz w Gnieźnie. Zawikłane symbole i alegorie towarzyszą trzem kolejnym zbrodniom, z których ofiarą pierwszej jest konserwator zabytków mieszkający w willi na poznańskim Sołaczu.